# Szukcinil-koenzim-A
A szukcinil-koenzim-A, röviden szukcinil-CoA egy borostyánkősav és egy koenzim-A molekulából tevődik össze.
Fontos köztitermék a citromsavciklusban, ahol alfa-ketoglutarátból képződik dekarboxilálással, majd koenzim-A Addíciójával. A reakciót az α-ketoglutarát dehidrogenáz enzim katalizálja.
Propionil-CoA-ból is képződhet, mely egy páratlan szénláncú zsírsav, és nem megy át a béta-oxidáción. A propionil-CoA D-metil-malonáttá karboxilálódik majd L-metil-malonáttá izomerizálódik, és átrendeződik, így szukcinil-CoA-vá alakul – a reakciót egy a B12 vitamintól függő enzim katalizálja.

## Sorsa
A szukcinil-CoA molekula szukcináttá alakul, a koenzim-A hidrolitikus felszabadításával, amit a szukcinil-koenzim-A-szintetáz (szukcinát-tiokináz) enzim katalizál.
A szukcinil-CoA másik lehetséges sorsa a porfirinszintézis, ahol a szukcinil-CoA-molekulát glicinhez kapcsolja az az aminolevulinsav-szintáz (ALA-szintáz) enzim és δ-aminolevulinsav (dALA) keletkezik.

## Képződés
A szukcinil-CoA-t metil-malonil-CoA-ból képzi a metil-malonil-CoA-mutáz enzim dezoxiadenozil-B12 (dezoxiadenozil-kobalamin) felhasználásával. Ez a reakció, amihez B12 vitamin szükséges, elágazó-szénláncú aminosavak, valamint páratlan sorszámú zsírsavak katabolizmusában fontos.